# Perinereis marionii
Perinereis marionii é uma espécie de anelídeo pertencente à família Nereididae.
A autoridade científica da espécie é Audouin & Milne Edwards, tendo sido descrita no ano de 1833.
Trata-se de uma espécie presente no território português, incluindo a sua zona económica exclusiva.